# بيت الغيثي (الحيمة الداخلية)

تعديل مصدري - تعديل

بيت الغيثي هي إحدى قرى عزلة الحدب بمديرية الحيمة الداخلية التابعة لمحافظة صنعاء، بلغ تعداد سكانها 128 نسمة حسب تعداد اليمن لعام 2004.